# ماركو موسكيرا
ماركو موسكيرا هو لاعب كرة قدم إكوادوري في مركز الوسط، ولد في 3 ديسمبر 1984 في إسمرالداس في الإكوادور. لعب مع إل. دي. يو. كيتو ونادي برشلونة ونادي ديبورتيفو إل ناسيونال.